# Neurotropis platycarpa
Neurotropis es un género  de plantas fanerógamas de la familia Brassicaceae. Su única especie, Neurotropis platycarpa, es originaria de Asia occidental en Siria e Irán.

## Taxonomía
Neurotropis platycarpa fue descrito por (Fisch. & C.A.Mey.) F.K.Mey. y publicado en Feddes Repertorium 84(5–6): 452. 1973.
Sinonimia
- Neurotropis kotschyana (Boiss. & Hohen.) Czerep.
- Thlaspi brevicaule Boiss. & Kotschy
- Thlaspi cardiocarpum Hook.f. & Thomson
- Thlaspi kotschyanum Boiss. & Hohen.
- Thlaspi platycarpum Fisch. & C.A.Mey.[2]